# Magdeburger Börde
Magdeburger Börde este o regiune cu pământ roditor situată centrală din landul Sachsen-Anhalt, regiunea este cuprinsă în ținutul Elbe-Börde-Heide, care cuprinde districtele Landkreis Börde, Landkreis Jerichower Land, Salzlandkreis, kreisfreie Stadt Magdeburg.

## Delimitare
Magdeburger Börde este delimitată la vest de granița cu landul Niedersachsen la nord-vest de parcul național Drömling. La nord este mărginită de Altmark, râul Ohre și de Colbitz-Letzlinger Heide. La granița de est a regiunii se află Elba, iar la sud-est rezervatul Biosphärenreservat Mittelelbe, la sud-est se află Mansfelder Land, pe când la sud se întind munții Harz.

## Generalități
Magdeburger Börde este o regiune caldă și uscată de șes, alcătuit din morene necimentate ce provin din perioada glaciară, sau straturi de loess. Pământul este predominant de culoare neagră, roditor, adecvat mai ales culturii sfeclei de zahăr și de cereale.